# Wietalaba nationalpark
Wietalaba nationalpark är en nationalpark i Australien.   Den ligger i delstaten Queensland, i den östra delen av landet, 1 200 km norr om huvudstaden Canberra. Wietalaba nationalpark ligger 566 meter över havet.
I omgivningarna runt Wietalaba nationalpark växer huvudsakligen savannskog.